# Claude Debru
Claude Debru (* 3. Dezember 1944 in Béziers) ist ein französischer Wissenschaftshistoriker und Philosoph, der sich vor allem mit der Geschichte von Biologie und Medizin befasst.
Debru studierte von 1965 bis 1970 an der École normale supérieure (Paris) (ENS) mit der Agrégation in Philosophie 1969 und war ein Schüler von  Georges Canguilhem. Er erhielt 1974 seine seinen Doktor (3eme cycle) in Philosophie an der Sorbonne und wurde 1982 nochmals in Philosophie promoviert (Docteur ès lettres) an der Universität Lyon III. 1977 erhielt er einen Abschluss in biophysikalischer Chemie an der Universität Paris VI. Er war Forschungsdirektor des CNRS, für die er an der Medizinischen Fakultät der Universität Lyon (Claude Bernard), an der Medizinischen Fakultät der Universität Straßburg (Louis Pasteur), an der Universität Paris VII (Denis Diderot) und schließlich an der ENRS forschte.  Zuletzt war er bis zur Emeritierung Direktor der Abteilung Philosophie der ENS in Paris und Professor für Wissenschaftsgeschichte.
Er befasste sich unter anderem mit Geschichte der Proteinchemie, Biochemie und Molekularbiologie und deren philosophischen Aspekten, mit Geschichte von Schlaf- und Traumforschung (wobei er sich längere Zeit im Labor von Michel Jouvet in Lyon aufhielt), Hämatologie und Leukämieforschung (mit Jean Bernard und Marcel Bessis) und Geschichte der Biotechnologie und mit deren philosophischen Problemen. Von ihm stammt ein Buch über die wissenschaftsphilosophischen Aspekten der Traumforschung und Neurophysiologie der Träume. Außerdem befasst er sich mit allgemeiner Epistemologie und Philosophie von Normen.
Er ist korrespondierendes Mitglied der Académie internationale d’histoire des sciences, der European Academy of Sciences, der Academia Europaea, korrespondierendes Mitglied der französischen Akademie für Landwirtschaft,  seit 2011 Mitglied der Académie des Sciences und seit  1998 Mitglied der Leopoldina. 2003 erhielt er den Binoux-Preis der französischen Akademie der Wissenschaften und 1992 deren Grammaticakis-Neumann-Preis. 2009 erhielt er die Blaise-Pascal-Medaille und 2012 den Erwin-Neuenschwander-Preis. Debru ist Ritter der Ehrenlegion und der Palmes Académiques und Offizier des Ordre national du mérite und erhielt das Verdienstkreuz der Bundesrepublik Deutschland.

## Schriften (Auswahl)
- Analyse et Représentation. De la méthodologie à la théorie de l’espace : Kant et Lambert, Paris, Vrin, 1977
- L’esprit des protéines. Histoire et philosophie biochimiques, Paris, Hermann, 1983
- Philosophie moléculaire : Monod, Wyman, Changeux, Paris, Vrin, 1987
- Neurophilosophie du rêve, Paris, Hermann, 2. Auflage, Paris, Hermann 1990 (auch in Spanische und Englische (Herman, 2017) übersetzt)
- Herausgeber mit Jean Bernard, Marcel Bessis: Soi et Non-Soi, Paris, Seuil 1990
- Philosophie de l’Inconnu. Le Vivant et la Recherche, Paris, PUF 1998, (Neuauflage als: Penser l’inconnu ? La recherche en biologie, Paris, Hermann, 2009)
- mit Pascal Novuvel: Le possible et les biotechnologies. Essai de philosophie dans les sciences, Paris, PUF, 2003
- Georges Canguilhem, Science et nonSciences, Paris, Editions rue d’Ulm 2004.
- Herausgeber mit Pierre Buser, Jean-Gaël Barbara:  History of Neuroscience, Comptes rendus de l’Académie des sciences (Biologies), Band 329, 2006
- Herausgeber mit Jean-Gaël Barbara, Céline Cherici: L’essor des neurosciences, France, 1945–1975, Paris, Hermann 2008
- Herausgeber mit Christiane Chavirém, Mathias Girel: William James, Psychologie et cognition, Paris, Petra 2008
- mit Pierre Buser: Le temps. Instant et durée, de la philosophie aux neurosciences, Paris, Odile Jacob 2011
- Le sens du futur. Une science du temps au XIXe siècle, Paris, Hermann 2012
- mit Alain Berthoz: Anticipation et prédiction. Du geste au voyage menta, Paris, Odile Jacob 2015
- Herausgeber mit Pierre Buser, Andreas Kleinert: L’Imagination et l’Intuition dans les sciences, Paris, Hermann 2009
- Herausgeber mit Pierre Buser, Philippe Meyer: Les Lumières : hier, aujourd’hui, demain. Sciences et société, Paris, Hermann, 2013